# Hashimoto Kanna
Hashimoto Kanna (橋本 環奈 (Kiều-Bản Hoàn-Nại) sinh ngày 3 tháng 2 năm 1999) là một nữ diễn viên và cựu ca sĩ người Nhật Bản, từng là thành viên của nhóm nhạc nữ thần tượng Nhật Bản Rev. from DVL và đã góp mặt trong nhiều bộ phim điện ảnh, đa số là các tác phẩm người đóng chuyển thể từ những bộ anime và manga nổi tiếng.

## Sự nghiệp

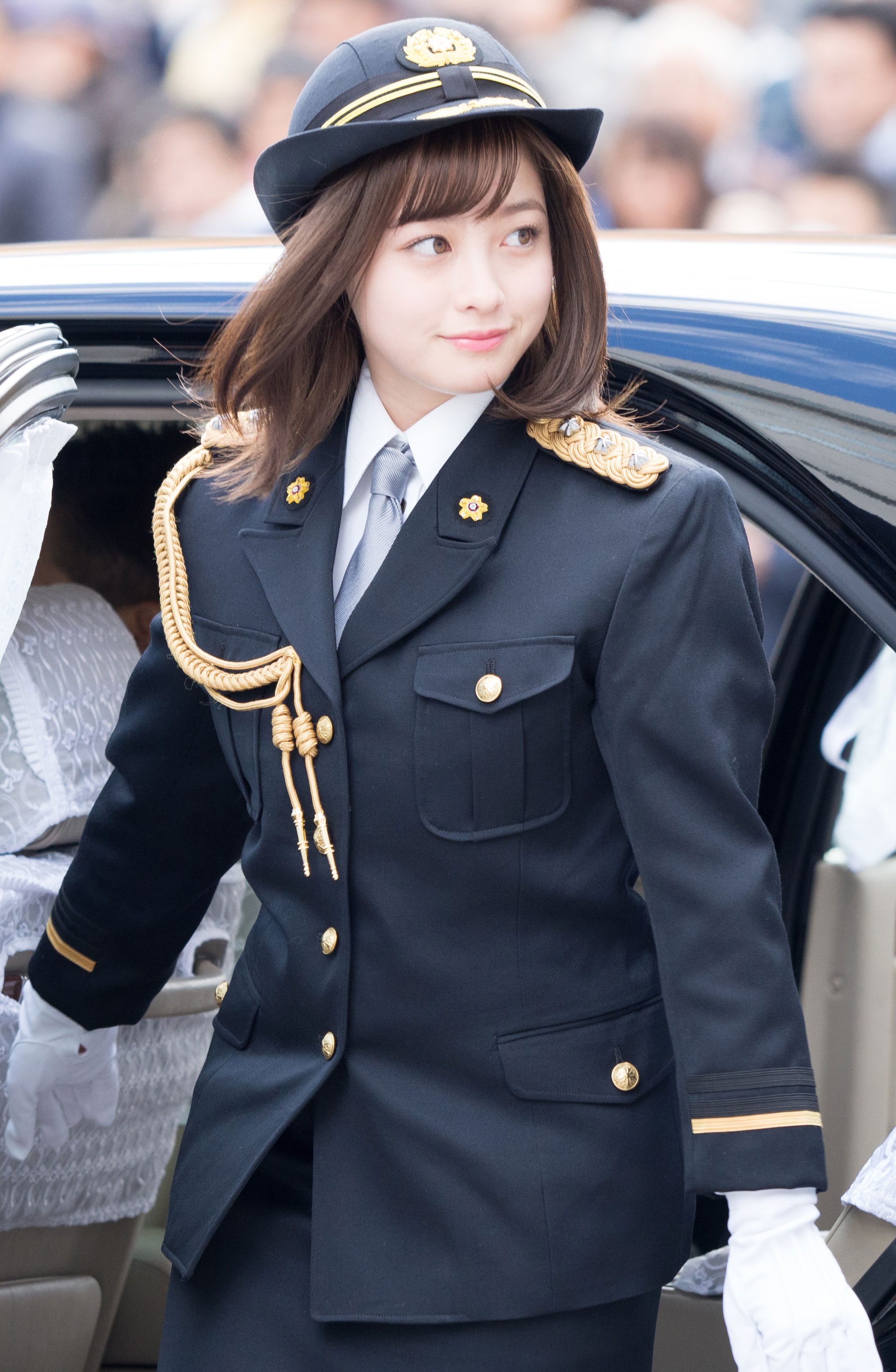
Ảnh chụp Hashimoto vào năm 2017.

Năm Hashimoto học lớp 3, cô đã ký hợp đồng với công ty Active Hakata tại Fukuoka, quê nhà của cô. Không lâu sau cô trở thành thành viên của nhóm nhạc pop nữ Rev. from DVL Năm 2011, Hashimoto đóng trong bộ phim Kiseki.
Năm 2013, Hashimoto thu hút một lượng lớn sự chú ý của toàn quốc sau khi một tấm ảnh chụp cô được lấy từ những buổi biểu diễn của Rev. from DVL đã lan truyền trên 2channel và Twitter. Nhờ nhan sắc tự nhiên của mình, cô đã được giới truyền thông Nhật trao tặng các mỹ từ như "thần tượng Fukuoka siêu dễ thương", "thần tượng thiên thần" và "cô gái ngàn năm có một". Năm 2015, một cuộc khảo sát tiến hành trên trang web My Navi Student đã tôn vinh cô là "Thần tượng dễ thương nhất" trong một danh sách do cả đàn ông và phụ nữ lựa chọn. Cũng trong năm 2015, cô thủ vai học sinh robot Ritsu trong bộ phim Lớp học ám sát bản người đóng.
Năm 2016, Hashimoto xuất hiện trong tác phẩm Sērā-fuku to kikanjū Sotsugyō – được xem là "phần hậu truyện về mặt tinh thần" của phim Sērā-fuku to kikanjū (1981). Trong phim cô hóa thân vào vai Hoshi Izumi, một nữ học sinh trung học có quá khứ là một thiếu nữ chuyên đi phạm tội và trở thành trùm của một băng đảng yakuza. Cô cũng là người tái thể hiện bài hát nhạc hiệu từ bộ phim nguyên tác năm 1981 mà diễn viên Yakushimaru Hiroko từng hát. Phiên bản bài hát của cô đã giành vị trí số 11 trên bảng xếp hạng âm nhạc của Oricon và có mặt tại đây trong 7 tuần.
Năm 2017, Hashimoto hóa thân vào vai cô thiếu nữ ngoài hành tinh Kagura trong bộ phim Gintama bản người đóng, và sau đó tiếp tục đảm nhận vai này trong phần hậu truyện công chiếu vào năm 2018. Cô còn đóng vai Teruhashi Kokomi trong phim Saiki Kusuo no Sai-nan bản người đóng. Mới đây nhất, cô thủ vai nhân vật Shinomiya Kaguya trong bộ phim Kaguya-sama wa Kokurasetai: Tensai-tachi no Ren'ai Zunōsen bản người đóng.

## Đời tư
Hashimoto có một cậu em trai sinh đôi và một anh trai lớn hơn cô 7 tuổi.

## Danh sách đĩa nhạc

### Đĩa đơn
| Năm  | Bài hát                   | Thứ hạng cao nhất | Thứ hạng cao nhất | Album |
| Năm  | Bài hát                   | Oricon Chart      | Billboard Japan   | Album |
| ---- | ------------------------- | ----------------- | ----------------- | ----- |
| 2016 | "Sailor Fuku to Kikanjuu" | 11                | 13                | -     |

### Video
- "Little Star ~KANNA15~" (3 tháng 2 năm 2016)
- "Love arigatou ~Rev from DVL

## Danh sách phim

### Điện ảnh
| Năm  | Tựa phim                                                    | Vai diễn                           | Ghi chú   | Chú thích     |
| ---- | ----------------------------------------------------------- | ---------------------------------- | --------- | ------------- |
| 2011 | Kiseki                                                      | Hayami Kanna                       |           | [ 20 ]        |
| 2015 | Lớp học ám sát                                              | Ritsu / Pháp binh trí tuệ nhân tạo |           | [ 21 ] [ 22 ] |
| 2016 | Sērā-fuku to kikanjū Sotsugyō                               | Hoshi Izumi                        | Vai chính | [ 23 ]        |
| 2016 | Ansatsu Kyōshitsu: Sotsugyō-hen                             | Ritsu                              |           | [ 24 ]        |
| 2017 | Haruta & Chika                                              | Homura Chika                       | Vai chính | [ 25 ]        |
| 2017 | Gintama                                                     | Kagura                             |           | [ 12 ] [ 13 ] |
| 2017 | Saiki Kusuo no Sai-nan                                      | Teruhashi Kokomi                   |           | [ 15 ] [ 26 ] |
| 2018 | Gintama 2: Luật lệ đặt ra là để phá bỏ                      | Kagura                             |           | [ 14 ]        |
| 2019 | 12 Suicidal Teens                                           | Ryoko                              |           | [ 27 ]        |
| 2019 | Kingdom                                                     | Hà Liễu Điêu                       |           | [ 28 ]        |
| 2019 | Kaguya-sama wa Kokurasetai - Tensai-tachi no Ren'ai Zunōsen | Shinomiya Kaguya                   | Vai chính | [ 25 ]        |
| 2019 | Hãy đếm hôn em lúc nửa đêm                                  | Hanazawa Hinana                    | Vai chính | [ 29 ] [ 30 ] |
| 2020 | Signal 100                                                  | Kashimura Rena                     | Vai chính | [ 31 ]        |
| 2020 | Our Story                                                   | Shīna Koyurugi                     | Vai chính | [ 32 ]        |
| 2020 | Kyō Kara Ore Wa The Movie!!                                 | Hayakawa Kyōko                     |           | [ 25 ]        |
| 2020 | Yowamushi Pedal                                             | Kanzaki Miki                       |           | [ 25 ]        |
| 2020 | Shinkaishaku Sangokushi                                     | Hoàng phu nhân                     |           | [ 33 ]        |
| 2021 | Lupin no Musume (bản điện ảnh)                              | Hōjō Mikumo                        |           | [ 25 ]        |
| 2021 | Kaguya-sama: love is war                                    | Shinomiya Kaguya                   | Vai chính | [ 34 ]        |
| 2022 | Kingdom 2                                                   | Hà Liễu Điêu                       |           | [ 35 ]        |

### Phim truyền hình
| Năm  | Tựa phim                                              | Vai diễn       | Nhà đài/kênh | Ghi chú                         | Chú thích     |
| ---- | ----------------------------------------------------- | -------------- | ------------ | ------------------------------- | ------------- |
| 2012 | Sumiyoshi ya Monogatari: Wakuwaku ga, Ka ni Yattekuru | Sumiyoshi Sora | RKB          |                                 |               |
| 2014 | Water Polo Yankees                                    | Chính cô       | Fuji TV      |                                 | [ 36 ] [ 37 ] |
| 2017 | The Noble Detective                                   | Tarumi Haruka  | Fuji TV      |                                 | [ 38 ]        |
| 2017 | MPD Animal Unit                                       | Usuki Keiko    | Fuji TV      | Vai chính                       | [ 39 ]        |
| 2018 | Final Cut                                             | Okawara Wakaba | Fuji TV, KTV |                                 | [ 40 ]        |
| 2018 | Gintama 2: Yomino Kimyo na Gintama-chan               | Kagura         | dTV          | Truyền hình web                 |               |
| 2018 | Kyō Kara Ore Wa!!                                     | Hayakawa Kyōko | NTV          |                                 | [ 41 ] [ 42 ] |
| 2019 | One Page Love                                         | Minase Akari   | Abema TV     | Vai chính, truyền hình web      | [ 43 ] [ 44 ] |
| 2020 | Con gái của Lupin 2                                   | Hōjō Mikumo    | Fuji TV      |                                 | [ 45 ]        |
| 2021 | Influence                                             | Totsuka Yuri   | Wowow        | Vai chính, truyền hình ngắn tập | [ 46 ]        |

### Chương trình tạp kỹ
| Năm  | Tựa chương trình                            | Nhà đài/kênh | Ghi chú                                            | Chú thích |
| ---- | ------------------------------------------- | ------------ | -------------------------------------------------- | --------- |
| 2014 | Minna no Seishun Nozoki mi TV Teen! Teen!   | RKB          | Tham gia bình luận                                 | [ 47 ]    |
| 2015 | Sekai o Kaeru Mahō! Algorithmi-ko Kenkyūsho | ETV          | Người dẫn, chương trình giáo dục                   | [ 48 ]    |
| 2018 | Guru Guru Ninety Nine                       | NTV          | Thành viên thường xuyên của "Gochi ni Narimasu 19" | [ 49 ]    |

### Quảng cáo
- Jibannet Holdings - Jiban Second Opinion (2013)[50]
- SoftBank Mobile - White Family (2014)[51]
- TV Tokyo - 2014 World Team Table Tennis Championships (2014)[52]
- Cyber Agent - Ameba Girl Friend Beta (2014-)[53]
- Megmilk Snow Brand Company, Limited - Neosoft "Koku Aru Butter Fūmi" (2014-)[54]
- Bandai - Aikatsu! (2014-)[55]
- Nissin Foods - Cup noodle (2015)[56]
- Rohto Pharmaceutical Co. - Lip Baby Crayon/Lip Baby Fruits (2015)[57]
- Recruit - Townwork (2016)[58]

## Sách tham khảo
Sách ảnh
- Little Star: Kanna 15 (ngày 14 tháng 11 năm 2014, Wani Books) ISBN 9784847046926[59]
- Yume no Tochū: Hashimoto Kanna trong phim điện ảnh “Sērā-fuku to kikanjū Sotsugyō” (5 tháng 3 năm 2016, Kadokawa) ISBN 9784041040157[60][61]
- Naturel (3 tháng 2 năm 2019, Kodansha) ISBN 9784065150351[62]

## Giải thưởng và tôn vinh
| Năm  | Giải thưởng                            | Hạng mục               | Người/tác phẩm đề cử          | Kết quả   |
| ---- | -------------------------------------- | ---------------------- | ----------------------------- | --------- |
| 2014 | Ameba Next Break Blogger 2014          | Hạng mục Thần tượng    | Hashimoto Kanna               | Đoạt giải |
| 2014 | Nikkei Trendy Works Top 30             | Nhân vật của năm 2014  | Hashimoto Kanna               | Đoạt giải |
| 2014 | Nụ cười của năm lần thứ 21             | —                      | Hashimoto Kanna               | Đoạt giải |
| 2014 | Yahoo! Search Awards 2014              | Hạng mục thần tượng    | Hashimoto Kanna               | Đoạt giải |
| 2014 | 26th Japan Jewelry Best Dresser Awards | Hạng mục thiếu niên    | Hashimoto Kanna               | Đoạt giải |
| 2015 | 1st Christmas Jewelry Princess Awards  | Giải đặc biệt          | Hashimoto Kanna               | Đoạt giải |
| 2015 | Nail Queen Awards 2015                 | Hạng mục nghệ sĩ       | Hashimoto Kanna               | Đoạt giải |
| 2017 | Giải Viện Hàn lâm Nhật Bản lần thứ 40  | Giải cho diễn viên mới | Sērā-fuku to kikanjū Sotsugyō | Đoạt giải |
| 2020 | Giải Elan d'or lần thứ 44              | Diễn viên mới của năm  | Hashimoto Kanna               | Đoạt giải |